# Atropello masivo de La Molina de 2025
El atropello masivo de La Molina de 2025 hace referencia a un ataque ocurrido en el restaurante El Charrúa, ubicado en el distrito limeño de la Molina, en Perú, el 2 de julio de 2025, alrededor de las 23:30 PM (hora local).
El hecho ocurrió tras que un cliente bajo el estado de ebriedad embistió su auto contra las ventanas del establecimiento, tras una presunta pelea contra otras 2 personas dentro de las instalaciones. El incidente dejo como saldo un total de 4 heridos, entre ellos un mesero del local y múltiples daños materiales en el establecimiento.

## Antecedentes
El Charrúa, es un restaurante inaugurado un 27 de septiembre de 2007 en la avenida Javier Prado, en la zona del distrito de La Molina. En el año 2024, el local fue catalogado como uno de «los 20 mejores del Perú», así como en 2023, fue catalogado por los Premios Somos como uno de «los 10 mejores de Lima para comer carnes», por ende, es muy recurrido entre los pobladores de la zona.
En 2023, el perpetuador, de nombre Miguel Ángel Requejo Astochado, fue denegado de obtener su licencia para portar armas debido a un examen psicológico realizado por la SuCAMEC.  Para ese entonces, el era gerente de la empresa familiar Miromina S.A., la cual opera en el sector del acero. Se sabe que Requejo cursó estudios de ingeniería mecánica.
En los días anteriores, se habían suscitado ataques similares en Lima Metropolitana, como el 15 de junio de 2025, cuando un taxista bajo los efectos del alcoholismo atropello a 2 menores de edad en Breña. En los minutos previos al ataque en el restaurante Charrúa, se había producido una pelea interna entre dos clientes del local.

## Cronología
Según los informes, un hombre dentro del local había consumido grandes cantidades de alcohol, lo que lo llevó a comportarse de manera agresiva, insultando a los presentes y generando tumultos en el establecimiento. El personal del restaurante, ante la situación, decidió expulsarlo del local poco antes de las 23:00 horas.
Poco tiempo después, el perpetuador regresó al lugar a bordo de su camioneta Lexus, de placa CTB-661, y embistió con el vehículo contra la fachada del restaurante. El impacto destruyó ventanales, e hizo que el vehículo ingresara parcialmente al área de comedor, arrastrando mesas y hiriendo a varios de los comensales presentes en ese momento. Los tres heridos por el incidente fueron rápidamente trasladados a un centro de salud local.
De acuerdo a uno de los afectados «el atacante estaba borracho y justamente, según el, para ese momento solo quedaban cinco mesas y el perpetuador justo se puso a gritar porque no le querían dar más alcohol, para luego acercarse a su mesa a golpearlo a el y a su acompañante» a la vez que, el conductor del carro que choco contra el restaurante afirmaba infundamentadamente «ser un magnate».

## Reacciones
Tras el ataque, el principal sospechoso, Requejo, fue detenido por la Policía Nacional del Perú en la madrugada del 3 de julio de 2025, en la comisaría de Santa Felicia, La Molina. Durante su detención, se le imputaron cargos de tentativa de homicidio, daños materiales y conducción en estado de ebriedad, debido a que en el momento del ataque, el conductor presentaba signos de haber consumido alcohol. Se inició una investigación formal para esclarecer los hechos y determinar la responsabilidad legal de Requejo en el incidente.
El restaurante El Charrúa emitió un comunicado oficial lamentando lo sucedido, confirmando el cierre temporal del establecimiento y destacando que estaban colaborando con las autoridades para esclarecer los hechos. También se mencionó que, como parte de la respuesta ante el ataque, se revisarían los protocolos de seguridad del local y se tomarían las medidas necesarias para evitar situaciones similares en el futuro. El restaurante fue horas después, multado por el municipio de La Molina.

## Juicio al perpetuador
El juicio contra Requejo comenzó el 6 de julio de 2025 con una audiencia preliminar. Durante las primeras audiencias, la fiscalía presentó pruebas como el video grabado por las cámaras de seguridad del restaurante, que muestra el momento del atropello, así como testimonios de testigos presenciales, donde se indico que el «acusado habría buscado mas armamento para perpetuar el ataque». La defensa del acusado ha sostenido que «el incidente no fue premeditado», mientras que la fiscalía ha insistido en la intencionalidad del acto. El día anterior, la fiscalía local había pedido «9 meses de prisión para el atacante».
En cuanto a las medidas cautelares, el juez dictó prisión preventiva para el acusado para alrededor de 9 meses, al considerar que «existía un riesgo de fuga y que los cargos en su contra eran de gravedad, entre estos el intento de asesinato y la omisión de auxilio». La decisión fue apoyada por las pruebas preliminares, aunque el abogado de Requejo apeló esta medida. Además, el INPE decidió que Requejo tendría que ser trasladado al penal de Cañete.